# Arslöstjärnarna (Älvdalens socken, Dalarna, 679949-137086)
Arslöstjärnarna är en sjö i Älvdalens kommun i Dalarna och ingår i Dalälvens huvudavrinningsområde.